# Tremembella gracilis
Tremembella gracilis är en tvåvingeart som beskrevs av Martins-neto, de Moraes Vieira, Kucera-santos och De Campos Fragoso 1992. Tremembella gracilis ingår i släktet Tremembella och familjen puckeldansflugor. Inga underarter finns listade i Catalogue of Life.